# Åh, en sån deckare!
Åh, en sån deckare! (My Favorite Brunette) är en amerikansk film från 1947 i regi av Elliott Nugent. Filmen är en parodi på deckargenren och film noir. I huvudrollerna ses Bob Hope, Dorothy Lamour, Peter Lorre och Lon Chaney.

## Handling
En fotograf misstas för en privatdeckare, och genom olika omständigheter hamnar han på San Quentin i väntan på dödsstraff.

## Om filmen
Filmen hade svensk premiär på biograf Anglais i Stockholm den 10 november 1947. 
Åh, en sån deckare! har sänts i SVT, bland annat 1992, 1998, 2009, 2016, i januari 2019 och i oktober 2020.

## Rollista i urval
- Bob Hope – Ronnie Jackson
- Dorothy Lamour – Carlotta Montay
- Peter Lorre – Kismet
- Lon Chaney – Willie
- John Hoyt – doktor Lundau
- Charles Dingle – major Simon Montague
- Reginald Denny – James Collins
- Frank Puglia – baron Montay
- Ann Doran – Miss Rogers
- Willard Robertson – fängelsedirektör
- Jack La Rue – Tony
- Charles Arnt – Crawford
- Alan Ladd – Sam McCloud (ej krediterad)
- Bing Crosby – Harry (ej krediterad)

## DVD
I Sverige gavs filmen ut på DVD 2007.